# Video Recording Object file
Vro (Video Recording Object file) est un format de fichiers informatiques présent sur certains DVD utilisés pour de la vidéo :
- DVD RAM (qui ne peuvent être "finalisés"), permettant notamment le "time shifting" lors de l'enregistrement
- DVD -RW gravés en mode VR, finalisés ou non, offrant des capacités d'édition très étendues avant finalisation (ou après définalisation),

par opposition à l'autre standard, .VOB, beaucoup plus répandu : "DVD video", vendus dans le commerce ; DVD +R ou -R, gravés à partir de sources diverses, puis finalisés ; DVD +RW (qui n'ont pas besoin d'être finalisés) ; DVD -RW gravés en mode Vidéo, et finalisés.

## Contenu des fichiers présents sur un DVD RAM, ou DVD -RW en mode VR
Un disque RAM contient :
- un répertoire Dvd_rtav, contenant lui-même
  - un fichier Vr_mangr.ifo, homologue du fichier .ifo (pour InFO, donnant les informations associés, chapitrage, menus, etc.) présent sur les DVD plus courants
  - un fichier Vr_movie.vro

Un disque -RW en mode VR contient :
- un fichier .Sys-Reserved-RW-Bitmap.GROW (si le disque -RW en mode VR n'est pas finalisé)
- un répertoire Dvd_rtav, contenant lui-même
  - un fichier Vr_mangr.ifo, homologue du fichier .ifo (pour InFO, donnant les informations associés, chapitrage, menus, etc.) présent sur les DVD plus courants
  - un fichier Vr_movie.vro
  - et, si le disque -RW en mode VR est finalisé, un fichier Vr_mangr.bup (pour Back UP)

Les fichiers .VRO décryptés sont ni plus ni moins qu'un flux MPEG-PS.

## Multiplexage des flux audio et vidéo, et conversion éventuelle en MPEG
Les flux audio (mp2, ac3, etc.) et vidéo (mv2) sont multiplexés (i.e. étroitement imbriqués), dans un fichier .VOB, .VRO ou .MPG par exemple, de sorte qu'à chaque instant ils soient lus en même temps et donc synchronisés.
Le démultiplexage est l'opération inverse, permettant de séparer le flux vidéo et le flux audio des fichiers vidéo, et donc d'obtenir 1 fichier vidéo + 1 fichier audio.
Pour convertir un fichier .VOB en un fichier MPEG (.mpg), mêlant également les 2 flux, il faut donc réunir (multiplexer) à nouveau ces deux flux, selon le standard MPEG (MPEG 2 pour la qualité DVD, et MPEG 4 pour la qualité Div X). Cette opération n'est pas toujours nécessaire, puisque certains logiciels acceptent le flux vidéo et audio séparément.
La conversion d'un fichier .VRO en un fichier .MPG suit le même principe, de même que l'éventuelle conversion d'un fichier .VRO en un fichier .VOB, ou la transformation inverse.

## Utilisation des fichiers .VRO
- Des logiciels comme "PowerDVD", "WinDVD", "AVS DVD player", "VLC", "Media Player Classic", "Nero express 3", "Mplayer" ou "Nero 7" lisent ces fichiers au format .VRO
- Des logiciels comme "TMPGenc", "Womble Mpeg Wizard 2005", "Mpeg to Vcr", "AVS Video Converter", "Vision express", "KDEnlive" ou "Mencoder" semblent convertir (et compresser) des fichiers .VRO au format qui convient.
- Des logiciels comme "VirtualDub-MPEG2 1.6.11", "Avidemux"[1], "Power Director", "Power Producer" permettent de lire des fichiers VRO, et d'en faire du montage[2].
- Attention, un logiciel comme InCD (Ahead) semble empêcher d'utiliser les fichiers *.vro[3] et donc de les lire, d'en faire du montage ou de les convertir en un autre format.